# Postindustriální hudba
Postindustriální hudba či jen postindustriál (též „post-industriál“) je název pro široký umělecký směr, v hudbě definovaný jako soubor všech stylů, které byly rozvíjeny počínaje rokem 1980, jež mají tvůrčí návaznost či vztah k termínu „industriální hudba“ tak, jak byl poprvé použit v polovině sedmdesátých let umělci vydavatelství Industrial Records. Jedná o skupinu Throbbing Gristle, která je jeho zakladatelem. Ačkoli na toto téma bylo ze strany členů souboru vyřčeno mnoho, včetně filosofických a hudebně-teoretických tezí, industriální hudba byla jimi do jisté míry oprávněně definována v podstatě jako „to, co děláme my“ či „to, co zní podobně jako my“.
Obecně lze říci, že postindustriální hudba je velmi rozmanité, těžko uchopitelné a dokonale podchytitelné množství stylů a hudebních technik elektronické a experimentální hudby přímo či nepřímo inspirované industriálem. V současnosti k ní počítáme především dark ambient, power electronics, martial industrial, EBM, neofolk, dark industrial a celou škálu experimentálních hudebních technik. V posledním desetiletí se těchto stylů zmocnil samozřejmě i pop, který vzhledem ke své obecné povaze minimálně tvůrčího a především komerčního média opatrně postupně vstřebává řadu prvků industriální a postindustriální hudby.